# Геминальный
В химии термин геминальный употребляется для обозначения связей между двумя атомами или функциональными группами, присоединенными к одному и тому же атому. Термин происходит от лат. gemini, что значит «близнецы».
Так например, геминальный диол — это такой диол (то есть двухатомный спирт или гликоль), оба атома которого присоединены к одному и тому же атому углерода. Пример такого диола — метандиол.
Морфема гем- также может появиться в химическом термине, обозначающим геминальные связи, например: гем-дибромид.
Понятие геминальный играет важную роль во многих областях химии, включая синтез и спектроскопию, так как прикрепленные к одному атому функциональные группы ведут себя по-другому, нежели чем в разъединенном состоянии. Например, геминальные диолы легко преобразуются в кетоны или альдегиды вместе с выделением воды.
Пример на иллюстрации показывает переход циклогексилметилкетона в гем-дихлорид посредством реакции с пятихлористым фосфором. Далее такой гем-дихлорид может быть использован для синтеза алкина.
Связанный термин вицинальный обозначает связи между двумя функциональными группами, прикрепленными к смежным атомам.